# Аленка Готар
Але́нка Го́тар (словен. Alénka Gótar, нар. 23 серпня 1977, Любляна, Словенія) — словенська оперна співачка та викладачка вокалу, яка представила Словенію на пісенному конкурсі Євробачення в 2007 році, виконавши пісню «Cvet z juga» (Квітка з півдня). Словенія посіла у фіналі конкурсу 15-те місце, набравши 66 балів.

## Біографія
Інтерес до музики Аленка Готар вперше почала проявляти, відвідуючи музичну школу, де її навчали гри на піаніно та гітарі. У Любляні вона відвідувала музичну і балетну школу. Після випуску з неї в 1996 році Аленка продовжувала своє навчання в Музичній Академії в Базелі, Швейцарія. 
У 1999 році вступила до університету Моцарта в Зальцбурзі, де її викладачем була Лілія Сукіс. Аленка отримала диплом у 2000 році, після цього продовжила вдосконалювати своє мистецтво в Зальцбурзі та Римі, працюючи з Маей Сунар-Бьянкіні, Мар'яною Ліповсек і Альфредом Бургсталлером. Ступінь доктора вона отримала у 2006 році.
Зараз Аленка виступає в Маріборський опері у якості запрошеної вокалістки, а також виступає в театрах Зальцбурга і Любляни. Вона брала участь в турі з оркестром і камерним хором по Словенії, Австрії, Швейцарії, Німеччини, Хорватії та Скандинавії. Її репертуар варіюється від класичного бароко до сучасних музичних творів. Вона також працює викладачем музики.
4 лютого 2007 року, Аленка Готар виграла словенський національний відбір на «Євробачення-2007». Аленка виконала пісню в півфіналі конкурсу Євробачення в Гельсінкі, а потім і в фіналі, зайнявши 15-те місце.
Під час парламентських виборів у Словенії 2018 року Аленка Готар балотувалася в парламент від Словенської демократичної партії, але зрештою не отримала місця в Національних зборах Словенії, попри перемогу її партії на виборах.

## Оперні ролі
З літа 2000 року Аленка Готар була частою гостею опери та балету SNG в Любляні, де вона виконувала такі ролі:
- Barbarina (The Marriage of Figaro — Mozart);
- Donna Elvira (Don Giovanni — Mozart);
- Rusalka (Rusalka — Dvořák);
- Hanna Glawary (The Merry Widow — Lehár);
- Pamina (The Magic Flute — Mozart/Schikaneder)
- Gran Sacerdotessa (Aida — Verdi).

У сезоні 2004/2005 вона виконала такі ролі:
- Brigitte (Iolanta — Tchaikovsky);
- Bubikopf (The Emperor of Atlantis — Ullmann)
- Kristine (Brata — Alojz Ajdič)

У Зальцбурзі вона виконала такі ролі:
- Susanna (The Marriage of Figaro — Mozart);
- Pamina (The Magic Flute – Mozart);
- Arminda (La finta giardiniera — Mozart);
- Hyazintus (Apollo et Hyacinthus — Mozart)
- Mimi (La bohème — Puccini).

На фестивалі Europäische Musikmonat 2001 в Базелі вона виконала роль сопрано в опері "Скамандра" швейцарського композитора Беато Гісіна. 
У 2000 році Аленка працювала з відомим композитором Дьєрдом Куртагом для швейцарського радіо DRC3.

## Пісні
- Cvet z juga (Flower of the South) (2007)
- "Ženska iz soli" (Woman Made Of Salt) (2007)
- "Odidi" (Leave) (2008)
- "Nek Te Voli Kao Ja" (No One Loves You Like I Do) (2008)
- "Mostovi" (Bridges) Ft. Sons (2008)
- "Samo Ti" (Only You) Ft. Oliver Dragojević (2009)